# Șklo
Șklo (în ucraineană Шкло) este o așezare de tip urban din raionul Iavoriv, regiunea Liov, Ucraina. În afara localității principale, mai cuprinde și satele Solîhî și Stadnîkî.

## Demografie
Componența lingvistică a așezării de tip urban Șklo
     Ucraineană (99,34%)
     Alte limbi (0,64%)
Conform recensământului din 2001, majoritatea populației așezării de tip urban Șklo era vorbitoare de ucraineană (99,34%), existând în minoritate și vorbitori de alte limbi.